# Luís Ribeiro Pinto Neto
Luís Ribeiro Pinto Neto, detto Lula (Arcoverde, 16 novembre 1946 – Recife, 11 febbraio 2022), è stato un calciatore brasiliano, di ruolo attaccante.

## Caratteristiche tecniche
Giocava come attaccante, più precisamente come ala sinistra. Veloce, particolarmente abile nel dribbling e irruente nella corsa, era considerato una delle migliori ali del Brasile negli anni 1970, capace di rifornire con perizia i centravanti che affiancava con precisi assist.

## Carriera

### Club
Cresciuto nel settore giovanile del Ferroviário di Natal, nel Rio Grande do Norte, si trasferì all'ABC nel 1964, per poi tornare alla società d'origine nel 1965. In quello stesso anno fu acquistato dal Fluminense di Rio de Janeiro; inviato in prestito al Palmeiras nel 1967, partecipò alla vittoriosa Taça Brasil, e una volta tornato al Fluminense vi cui vinse per tre volte il titolo statale. Vestendo la maglia tricolore della compagine carioca, Lula debuttò in massima serie brasiliana nella sua prima edizione. Scese in campo per la prima volta l'8 agosto 1971 al Beira-Rio contro l'Internacional. La prima marcatura arrivò dieci giorni dopo, nel 2-1 sul Coritiba al Maracanã. Nel 1972 si mise particolarmente in evidenza, grazie alle otto reti in ventiquattro incontri; nel 1974 fu infine ceduto all'Internacional. Indossò dunque la maglia numero 11 del club gaúcho, risaltando per i suoi dribbling e per l'apporto decisivo alle vittorie del club, grazie alle prestazioni in campo, ma anche per le sue intemperanze extracalcistiche, malviste dal tecnico Rubens Minelli (che in seguito a un contrasto con il giocatore si dimise dall'incarico di allenatore) e dalla dirigenza. Lasciato la compagine di Porto Alegre dopo due campionati nazionali e tre statali, si trasferì allo Sport, formazione del suo Stato d'origine, il Pernambuco. Vinse il campionato Pernambucano nel 1977, ritirandosi tre anni più tardi.

### Nazionale
Fu chiamato per la prima volta in Nazionale nel 1971, debuttando nel corso della Copa Roca di quell'anno, nella partita contro l'Argentina del 31 luglio, sostituendo Vaguinho. Tornò poi a far parte del giro della Seleção nel 1976, quando fece parte della rosa che partecipò alla Coppa dell'Atlantico. Durante tale manifestazione giocò contro Uruguay (25 febbraio e 28 aprile) e Argentina (27 febbraio e 19 maggio). Nel maggio 1976 giocò contro Inghilterra e Italia per il Torneo del Bicentenario degli Stati Uniti. Il 23 gennaio 1977 presenziò per l'ultima volta in Nazionale, nell'amichevole di San Paolo del Brasile contro la Bulgaria.

## Palmarès

### Club

#### Competizioni nazionali
- Campionato brasiliano: 4

Palmeiras: 1967 (TB)
Fluminense: 1970
Internacional: 1975, 1976
- Campionato Carioca: 3

Fluminense: 1969, 1971, 1973
- Campionato Gaúcho: 3

Internacional: 1974, 1975, 1976
- Campionato Pernambucano: 1

Sport: 1977

### Individuale
- Bola de Prata: 2

1974, 1976